# Carmen Maura
María del Carmen García y Maura, nota semplicemente come Carmen Maura (Madrid, 15 settembre 1945), è un'attrice spagnola.
Considerata una delle muse del regista Pedro Almodóvar, con quattro Premi Goya vinti detiene insieme a Verónica Forqué il record di attrice più premiata della storia della manifestazione. Ne ha vinti tre come attrice protagonista per i film Donne sull'orlo di una crisi di nervi (1988), ¡Ay, Carmela! (1990) e La comunidad - Intrigo all'ultimo piano (2000) e uno come attrice non protagonista per Volver - Tornare (2006). Nel corso di una carriera durata cinque decadi ha ottenuto successo sia in Spagna che in Francia e Messico e ha recitato in oltre cento pellicole, varie opere teatrali e una decina di produzioni televisive.

## Biografia
Di famiglia aristocratica, discendente dello statista Antonio Maura Montaner, dopo aver studiato all'école nationale supérieure des beaux-arts di Parigi iniziò la sua carriera professionale come direttrice di una galleria d'arte. 

### Carriera cinematografica
Approdò al cinema nel 1969, interpretando una parte nel film El espíritu, diretto dall'attore e regista Juan Tamariz. 
La sua prima importante interpretazione sul grande schermo fu nel film Tigri di carta (1977) del regista madrileno Fernando Colomo, ma la vera consacrazione arrivò quando fu scoperta e scelta da Pedro Almodóvar per interpretare il ruolo di Pepi nel primo film del regista, Pepi, Luci, Bom e le altre ragazze del mucchio (1980). Da allora ha iniziato una prolifica unione artistica con Almodóvar, interpretando spesso il ruolo dell'attrice protagonista, nei film L'indiscreto fascino del peccato, Che ho fatto io per meritare questo?, Matador, La legge del desiderio e Donne sull'orlo di una crisi di nervi. Quest'ultima pellicola, che consacrò Almodóvar come regista di livello internazionale regalandogli un grande successo di pubblico e di critica anche in Italia e portò la Maura a vincere il suo primo Premio Goya per la migliore attrice protagonista, segnò un momento di crisi nel rapporto di fiducia e stima professionale fra Carmen Maura e il regista di Calzada de Calatrava, rapporto che sarebbe poi rifiorito quando Carmen interpretò il ruolo di nonna Irene nel capolavoro Volver - Tornare del 2006, e poi nuovamente rotto, fino a oggi in modo definitivo. Con Volver, vinse anche il suo primo Premio Goya per la migliore attrice non protagonista e il Prix d'interprétation féminine al Festival di Cannes 2006 insieme al resto del cast.
Negli anni che seguirono il successo di Donne sull'orlo di una crisi di nervi, Carmen Maura continuò la sua intensa attività di attrice, lavorando sotto la direzione di registi di primo livello come Carlos Saura (¡Ay, Carmela!), Álex de la Iglesia (La comunidad - Intrigo all'ultimo piano e 800 balas), Mario Camus (Sombras en una batalla), Alejandro Agresti (Valentín) e Amos Gitai (Free Zone).  ¡Ay, Carmela! e La comunidad le permisero di vincere altri due Premi Goya come miglior attrice protagonista tra a distanza di dieci anni l'uno dall'altro, rispettivamente 1991 e 2001.
Grazie alla sua padronanza della lingua francese, Maura è stata spesso ingaggiata da cineasti francofoni: per il film del 2011 Le donne del 6º piano di Philippe Le Guay è stata premiata con il Premio César per la migliore attrice non protagonista. In Italia, ha invece recitato come protagonista in Assassini dei giorni di festa (2002) di Damiano Damiani e ne La madre (2014), debutto alla regia di Angelo Maresca. 
Nel 2018 il regista tedesco Wim Wenders la celebra con il Premio alla carriera nell'ambito degli annuali European Film Awards. Precedentemente, nell'ambito della medesima manifestazione, aveva vinto il premio come miglior attrice per due volte (1988 e 1990), prima attrice a riuscirci in ordine cronologico e unica a detenere il primato insieme alla britannica Charlotte Rampling e alle francesi Juliette Binoche e Isabelle Huppert.

### Carriera televisiva
Ha lavorato in diversi sceneggiati e miniserie. Ha alternato ruoli di protagonista di biografie come Cervantes, di adattamenti letterari come Arroz y tartana dal romanzo di Vicente Blasco Ibáñez, di serie drammatiche come Circulo rojo, trasmessa da Antena 3, e di serie brillanti come Las chicas de oro o l'ultimo suo lavoro Stamos Okupa2, entrambe trasmesse dalla televisione pubblica spagnola RTVE.

## Vita privata
Dal 1964 al 1970 è stata sposata con l'avvocato Francisco Forteza, con il quale ha avuto una figlia, chiamata anche lei Carmen, e un figlio, Pablo.

## Filmografia
- El espíritu, regia di Juan Tamariz - cortometraggio (1969)
- Mantis, regia di Luis Mamerto López-Tapia - cortometraggio (1971)
- El hombre oculto, regia di Alfonso Ungría (1971)
- El asesino está entre los trece, regia di Javier Aguirre (1973)
- Un casto varón español, regia di Jaime de Armiñán (1973)
- Tanata, regia di Luis Mamerto López-Tapia (1974)
- Don Juan, regia di Antonio Mercero - cortometraggio (1974)
- Vida íntima de un seductor cínico, regia di Javier Aguirre (1975)
- Perversione, regia di Manuel Mur Oti (1975)
- El love feroz, regia di José Luis García Sánchez (1975)
- Léonor, regia di Juan Luis Buñuel (1975)
- La petición, regia di Pilar Miró (1976)
- Pomporrutas imperiales, regia di Fernando Colomo - cortometraggio (1976)
- Ir por lana, regia di Miguel Ángel Díez - cortometraggio (1976)
- Una pareja como las demás, regia di Miguel Ángel Díez - cortometraggio (1976)
- La mujer es cosa de hombres, regia di Jesús Yagüe (1976)
- El libro de buen amor II, regia di Jaime Bayarri (1976)
- Buona fortuna maggiore Bradbury (Tigres de papel), regia di Fernando Colomo (1977)
- Menos mi madre y mi hermana, regia di Jaime Villate - cortometraggio (1978)
- ¿Qué hace una chica cómo tú en un sitio como éste?, regia di Fernando Colomo (1978)
- Mi blanca Varsovia, regia di Javier Quintana - cortometraggio (1978)
- Folle... folle... fólleme Tim!, regia di Pedro Almodóvar (1978)
- De fresa, limón y menta, regia di Miguel Ángel Díez (1978)
- Gli occhi bendati (Los ojos vendados), regia di Carlos Saura (1978)-L'infermiera
- Pepi, Luci, Bom e le altre ragazze del mucchio (Pepi, Luci, Bom y otras chicas del montón), regia di Pedro Almodóvar (1980)-Pepi
- El hombre de moda, regia di Fernando Méndez Leite (1980)
- Gary Cooper, que estás en los cielos, regia di Pilar Miró (1980)
- Femenino singular, regia di Juanjo López (1982)
- L'indiscreto fascino del peccato (Entre tinieblas), regia di Pedro Almodóvar (1983)-Suor Perdida
- El Cid cabreador, regia di Angelino Fons (1983)
- Sale grosso (Sal gorda), regia di Fernando Trueba (1984)
- Che ho fatto io per meritare questo? (¿Qué he hecho yo para merecer esto?), regia di Pedro Almodóvar (1984)-Gloria
- Extramuros, regia di Miguel Picazo (1985)
- Sii infedele e non guardare con chi (Sé infiel y no mires con quién), regia di Fernando Trueba (1985)
- Matador, regia di Pedro Almodóvar (1986)-Julia
- Delirio d'amore (Delirios de amor), regia di Cristina Andreu, Luis Eduardo Aute, Antonio González Vigil e Félix Rotaeta (1986)
- Tata mía, regia di José Luis Borau (1986)
- La legge del desiderio (La ley del deseo), regia di Pedro Almodóvar (1987)-Tina Quintéro
- Donne sull'orlo di una crisi di nervi (Mujeres al borde de un ataque de nervios), regia di Pedro Almodóvar (1988)-Pepa
- Intrighi e piaceri a Baton Rouge (Bâton rouge), regia di Rafael Moleón (1989)
- Ay, Carmela! (¡Ay, Carmela!), regia di Carlos Saura (1990)-Carmela
- Come essere donna senza lasciarci la pelle (Cómo ser mujer y no morir en el intento), regia di Ana Belén (1991)
- Zabù la rossa (Chatarra), regia di Félix Rotaeta (1991)
- Sulla Terra come in cielo (Sur la terre comme au ciel), regia di Marion Hänsel (1992)
- La reina anónima, regia di Gonzalo Suárez (1992)
- Louis, enfant roi, regia di Roger Planchon (1993)-Anne
- Sombras en una batalla, regia di Mario Camus (1993)-Ana
- Cómo ser infeliz y disfrutarlo, regia di Enrique Urbizu (1994)
- El rey del río, regia di Manuel Gutiérrez Aragón (1995)
- Pareja de tres, regia di Antoni Verdaguer (1995)
- El palomo cojo, regia di Jaime de Armiñán (1995)
- La felicità è dietro l'angolo (Le bonheur est dans le pré), regia di Étienne Chatiliez (1995)-Dolores Thivart
- Amores que matan, regia di Juan Manuel Chumilla-Carbajosa (1996)
- Vivir después, regia di Carlos Galettini (1997)
- Tortilla y cinema, regia di Martin Provost (1997)
- Alliance cherche doigt, regia di Jean-Pierre Mocky (1997)
- Alice e Martin (Alice y Martin), regia di André Téchiné (1998)
- Lisboa, regia di Antonio Hernández (1999)
- La comunidad - Intrigo all'ultimo piano (La comunidad), regia di Álex de la Iglesia (2000) - Julia
- El palo, regia di Eva Lesmes (2001)
- Assassini dei giorni di festa, regia di Damiano Damiani (2002) - Illuminata
- Valentin (Valentín), regia di Alejandro Agresti (2002) - Nonna di Valentín
- 800 balas, regia di Alex de la Iglesia (2002)
- Il patto del silenzio (Le Pacte du silence), regia di Graham Guit (2003)
- 25 degrés en hiver, regia di Stéphane Vuillet (2004)
- Entre vivir y soñar, regia di David Albacete e Alfonso Menkes (2004)
- Reinas - Il matrimonio che mancava (Reinas), regia di Manuel Gómez Pereira (2005) - Magda
- Free Zone, regia di Amos Gitai (2005) - Mrs. Breitberg
- Volver - Tornare, regia di Pedro Almodóvar (2006) - Nonna Irene
- Nos chères têtes blondes, regia di Charlotte Silvera (2006)
- El menor de los males, regia di Antonio Hernández (2007)
- Segreti di famiglia (Tetro), regia di Francis Ford Coppola (2009) - Alone
- Chicas, regia di Yasmina Reza (2010)
- Le donne del 6º piano, regia di Philippe Le Guay (2011) - Concepcíon Ramirez
- Paulette, regia di Jérôme Enrico (2012)-Maria
- Le streghe son tornate (Las brujas de Zugarramurdi), regia di Álex de la Iglesia (2013) - Graciana
- La madre, regia di Angelo Maresca (2013)-La madre
- La vanité, regia di Lionel Baier (2015)
- Cuernavaca, regia di Alejandro Andrade (2016)
- People you may know, regia di J.C. Falcon (2016)
- Gente que viene y bah, regia di Patricia Font (2019)
- Qualcuno deve morire (Alguien tiene que morir) – miniserie TV, 3 episodi (2020)
- Rainbow, regia di Paco León (2022)

## Doppiatrici italiane
Nelle versioni in italiano delle opere in cui ha recitato, Carmen Maura è stata doppiata da:
- Vittoria Febbi in Donne sull'orlo di una crisi di nervi, Intrighi e piaceri a Baton Rouge, Come essere donna senza lasciarci la pelle, Reinas - Il matrimonio che mancava, Volver - Tornare, Segreti di famiglia, Paulette, Le streghe son tornate
- Doriana Chierici ne La felicità è dietro l'angolo, Le donne del 6º piano
- Angiola Baggi in Qualcuno deve morire, Rainbow
- Anna Melato in Che ho fatto io per meritare questo?
- Paila Pavese ne La legge del desiderio
- Maria Pia Di Meo ne La comunidad - Intrigo all'ultimo piano
- Rita Savagnone in Valentìn
- Solvejg D'Assunta in ¡Ay, Carmela!

## Riconoscimenti
| Premio Goya | Premio Goya                             | Premio Goya                       | Premio Goya     |
| Anno        | Titolo                                  | Categoria                         | Risultato       |
| ----------- | --------------------------------------- | --------------------------------- | --------------- |
| 1989        | Donne sull'orlo di una crisi di nervi   | Migliore attrice protagonista     | Vincitore/trice |
| 1991        | ¡Ay, Carmela!                           | Migliore attrice protagonista     | Vincitore/trice |
| 1994        | Sombras en una batalla                  | Migliore attrice protagonista     | Candidato/a     |
| 2000        | Lisboa                                  | Migliore attrice protagonista     | Candidato/a     |
| 2001        | La comunidad - Intrigo all'ultimo piano | Migliore attrice protagonista     | Vincitore/trice |
| 2007        | Volver                                  | Migliore attrice non protagonista | Vincitore/trice |

| European Film Awards | European Film Awards                    | European Film Awards                  | European Film Awards |
| Anno                 | Titolo                                  | Categoria                             | Risultato            |
| -------------------- | --------------------------------------- | ------------------------------------- | -------------------- |
| 1988                 | Donne sull'orlo di una crisi di nervi   | Miglior attrice                       | Vincitore/trice      |
| 1990                 | ¡Ay, Carmela!                           | Miglior attrice                       | Vincitore/trice      |
| 2001                 | La comunidad – Intrigo all'ultimo piano | Premio del pubblico – Miglior attrice | Candidato/a          |
| 2018                 | Se stessa                               | Premio alla carriera                  | Vincitore/trice      |

- Festival internazionale del cinema di San Sebastián: "Concha" d'argento come migliore attrice (2000).
- Premio Fotogrammi d'argento come miglior attrice cinematografica (1984, 1988, 1990 e 2000
- Festival di Cannes: " Prix d'interprétation féminine come migliore attrice (2006).

- Premio Nacional de Cinematografia nel 1988.
- Premio César 2012 – Migliore attrice non protagonista per Le donne del 6º piano .

Nel 2011 ha ricevuto assieme all'attore Jean Reno il Prix Diálogo de la Asociación de Amistad Hispano-Francesa quale riconoscimento del loro contributo nell'ambito culturale e cinematografico.
Ha anche una stella nel Paseo de la Fama de Madrid.